# Bematistes melina
Bematistes melina är en fjärilsart som beskrevs av Friedrich Thurau 1903. Bematistes melina ingår i släktet Bematistes och familjen praktfjärilar. Inga underarter finns listade i Catalogue of Life.